# Benjamin Bidder
Benjamin Bidder (* 1981) ist ein deutscher Journalist.

## Leben
Bidder besuchte das Gymnasium Nonnenwerth und studierte danach Volkswirtschaft in Bonn, Mannheim und St. Petersburg. Studienbegleitend absolvierte er die Journalistenausbildung des Institutes zur Förderung publizistischen Nachwuchses (ifp). Er arbeitete für die Märkische Oderzeitung (MOZ) und die Financial Times Deutschland. Von 2009 bis 2016 war er Russland-Korrespondent in Moskau. Er wurde 2007 mit dem Peter-Boenisch-Gedächtnispreis des Petersburger Dialogs ausgezeichnet. 2018 erhielt Bidder den n-ost-Reportagepreis für seinen Beitrag „Sascha führt ein bisschen Krieg“. Bidders bei Spiegel Online erschienenen Artikel thematisieren vorwiegend wirtschaftliche und politische Themen, wie auch  die internationalen Beziehungen Russlands.

## Buch
- Generation Putin: Das neue Russland verstehen - Ein SPIEGEL-Buch. Deutsche Verlags-Anstalt, München 2016, ISBN 978-3-421-04744-1.